# Musellifer delamarei
Musellifer delamarei är en djurart som tillhör fylumet bukhårsdjur, och som först beskrevs av Jeanne Renaud-Mornant 1968.  Musellifer delamarei ingår i släktet Musellifer och familjen Chaetonotidae. Inga underarter finns listade i Catalogue of Life.